# 郡山市立安積第三小学校
郡山市立安積第三小学校（こおりやましりつ あさかだいさんしょうがっこう）は、福島県郡山市安積町成田に所在する公立小学校。

## 概要
1980年に南校舎のみで開校し、のちに北校舎も竣工し、現在に至る。郡山市の学校では珍しく、学校林を所有する学校である。また、校庭内に安積スポーツ広場が併設されている。卒業する児童のほとんどが安積第二中学校に進学する。

## 沿革
※参照
- 1980年(昭和55年)
  - 4月1日 学区改正により、安積第一小学校学区の一部を学区として開校(児童数 435名 南校舎のみ)
  - 7月10日 - プール完成
  - 12月16日 - 体育館完成
- 1981年(昭和56年)
  - 2月15日 - 校旗・校歌制定
  - 12月18日 - 北校舎完成
- 1985年(昭和60年)
  - 4月2日 - 学区変更(安積町長久保3丁目、安積2丁目、安積4丁目の一部を編入)
- 2003年(平成15年)
  - 2月20日 - 放課後児童クラブ開所
- 2007年(平成19年)
  - 4月1日
    - 特別支援学級新設
    - 第2児童クラブ開所
- 2010年(平成22年)
  - 10月13日 - 校舎耐震補強・外壁塗装・屋上防水工事完成
- 2011年(平成23年)
  - 3月11日 - 東日本大震災により被災
  - 10月 - 北校舎耐震補強工事完了
- 2013年(平成25年)
  - 9月6日 - 放射線校地内面除染作業

## 周辺
- 安積第二中学校
- 安積スポーツ広場
- 安積南公民館